# Polydesma sagulata
Polydesma sagulata är en fjärilsart som beskrevs av Hans Daniel Johan Wallengren 1875. Polydesma sagulata ingår i släktet Polydesma och familjen nattflyn. Inga underarter finns listade i Catalogue of Life.